# New Holland (Dakota del Sud)
New Holland és una concentració de població designada pel cens dels Estats Units a l'estat de Dakota del Sud. Segons el cens del 2000 tenia 78 habitants.

## Demografia
Segons el cens del 2000, New Holland tenia 78 habitants, 39 habitatges, i 21 famílies. La densitat de població era de 251 habitants per km².
Dels 39 habitatges en un 17,9% hi vivien nens de menys de 18 anys, en un 53,8% hi vivien parelles casades, en un 0% dones solteres, i en un 43,6% no eren unitats familiars. En el 43,6% dels habitatges hi vivien persones soles el 35,9% de les quals corresponia a persones de 65 anys o més que vivien soles. El nombre mitjà de persones vivint en cada habitatge era de 2 i el nombre mitjà de persones que vivien en cada família era de 2,68.
Per edats la població es repartia de la següent manera: un 21,8% tenia menys de 18 anys, un 2,6% entre 18 i 24, un 19,2% entre 25 i 44, un 20,5% de 45 a 60 i un 35,9% 65 anys o més.
L'edat mediana era de 54 anys. Per cada 100 dones de 18 o més anys hi havia 69,4 homes.
La renda mediana per habitatge era de 23.750 $ i la renda mediana per família de 31.875 $. Els homes tenien una renda mediana de 19.500 $ mentre que les dones 48.750 $. La renda per capita de la població era de 13.016 $. Cap de les famílies i el 5,6% de la població estaven per davall del llindar de pobresa.

## Poblacions més properes
El següent diagrama mostra les poblacions més properes.